# 東洋自動車学校
東洋自動車学校（とうようじどうしゃがっこう）は、かつて兵庫県神戸市西区にあった兵庫県公安委員会指定の平和グループの教習所。
グループ校には平和台自動車学院、六甲アイランドカースクール、リックスプロカースクールがある。
2018年（平成30年）8月より、当校跡地に伊川谷自動車学院（いかわだにじどうしゃがくいん）が新たに開校された。

## 所在地
〒651-2104 兵庫県神戸市西区伊川谷町長坂876

## 取扱免許

### 普通免許
- 普通車MT
- 普通車AT

## その他教習
- ペーパードライバー教習
- 普通車自動車AT限定解除